# U 628
U 628 war ein deutsches Unterseeboot des Typs VII C, ein so genanntes „Atlantikboot“. Es wurde durch die Kriegsmarine während des U-Boot-Krieges im Nordatlantik eingesetzt.

## Technische Daten
Die Hamburger Werft Blohm & Voss war vor Kriegsbeginn nicht am U-Bootbauprogramm von Reichs- oder Kriegsmarine beteiligt. Ab 1939 waren die Kapazitäten der Hamburger Werft allerdings mit dem Bau von Unterseebooten ausgelastet. Die effiziente Serienfertigungsweise der Werft sollte planmäßig die jährliche Fertigung von 52 U-Booten vom Typ VII C gewährleisten. Darüber hinaus wurden – in Lizenz der MAN – Dieselmotoren zum Einbau bei Booten dieses Typs gefertigt. Zwei solcher Dieselmotoren leisteten bei Überwasserfahrt eine Geschwindigkeit von 17 Knoten. Ein VII-Boot hatte hierbei eine maximale Reichweite von 6500 sm. Unter Wasser kamen üblicherweise die beiden je 375 PS starken Elektromotoren zum Einsatz, die 7,6 Knoten Fahrt gewährleisteten. Die Bewaffnung bestand bis 1944 aus einer 8,8 cm Kanone und einer 2,0 cm Flak an Deck sowie vier Bugtorpedorohren und einem Hecktorpedorohr. Üblicherweise führte ein VII C-Boot 14 Torpedos mit sich. Am Turm trug U 628 ein Wappen mit einem Panzerhandschuh und der Bildunterschrift Götz von Berlichingen.

## Kommandant
Heinrich Hasenschar wurde am 27. September 1916 in Höringhausen im Sauerland geboren  und trat 1936 in die Kriegsmarine ein. Seine U-Bootausbildung absolvierte er im Sommer 1940. Bis zum Herbst des folgenden Jahres fuhr er als Wachoffizier auf U 59 und U 751, dann wurde er Kommandant des Schulbootes U 29. Nach einer Baubelehrung erhielt er im Sommer 1942 das Kommando auf U 628. Am 1. März 1943 wurde Heinrich Hasenschar zum Kapitänleutnant befördert.

## Einsatzgeschichte
Am 28. November 1942 lief U 628 von Kiel aus zu seiner ersten Unternehmung aus. Operationsgebiet war der Nordatlantik, speziell das Seegebiet südlich Islands. Während dieser Unternehmung war das Boot der U-Bootgruppe Ungestüm zugeteilt. Anfang Januar des folgenden Jahres lief U 628 in Brest, Stützpunkt der 1. U-Flottille ein, von wo aus Kommandant Hasenschar noch zu drei weiteren Feindfahrten mit U 628 auslief. Während seiner insgesamt vier Unternehmungen nahm das Boot an mehreren Geleitzugschlachten teil.

### Angriff auf ONS 154
Ende des Jahres 1942 befahl die U-Bootführung den U-Bootgruppen Spitz und Ungestüm den Angriff auf den Geleitzug ONS 154. U 664 hatte diesen Konvoi am 26. Dezember 1.100 km westlich von Brest entdeckt und hielt seitdem Fühlung, während Kommandant Graef versuchte, nach den Maßgaben der von Karl Dönitz entwickelten Rudeltaktik, weitere U-Boote heranzuführen. Es gelang den deutschen U-Booten, neben einigen Frachtern, einen Tanker zu beschädigen, der zur Versorgung der Geleitschiffe vorgesehen war, nun aber den Konvoi verlassen musste. Zwei Tage später, in der Nacht zum 29. Dezember, griff der nun erheblich angewachsene U-Bootverband an und versenkte neun Schiffe.
- 29. Dezember 1942 britischer Dampfer Lynton Grange mit 5.029 BRT versenkt[4]

Kommandant Hasenschar meldete, eine Korvette und einen Dampfer versenkt zu haben. Nur letzterer konnte bestätigt werden – es handelte sich um die britische Lynton Grange, die zwei Stunden zuvor bereits von U 406 torpediert worden war.

### Rittergegen ON 166
U 628 lief am 1. Februar 1943 zu seiner zweiten Unternehmung aus. Als gegen Ende des Monats zwei U-Bootgruppen, Knappen und Ritter, den Geleitzug ON 166 attackierten, gehörte das Boot zur letzteren Gruppe. Kommandant Hasenschar griff zwei Tanker an, die in Ballast fuhren, und beschädigte beide. Die Winkler aus Panama wurde etwas später von U 223 und die norwegische Glittre von U 603 versenkt. Einen Tag später erhorchte Hasenschar nach dem Abschuss eines 4er-Torpedofächers drei Treffer anzeigende Detonationen, und weitere Geräusche, aus denen er schloss, dass er ein Schiff beschädigt und zwei weitere versenkt hatte. Tatsächlich hatte er die norwegische Ingria versenkt.
- 24. Februar 1943 norwegischer Frachter Ingria mit 4.391 BRT versenkt[4]

Ein nun folgender Angriff des kanadischen Geleitschiffs Rosthern zwang ihn, sich mit U 628 aus dem Kampf zurückzuziehen.

### Zufälliger Fund
U 262, das sich auf dem Weg zur amerikanischen Ostküste befand, um im Sankt-Lorenz-Golf deutsche Kriegsgefangene aufzunehmen, die aus einem kanadischen Gefangenenlager fliehen wollten, entdeckte Mitte April einen Geleitzug und führte mehrere U-Boote heran, bevor es seine Fahrt fortsetzte. Am 17. April traf U 628 auf den Konvoi ON 166 und Kommandant Hasenschar entschloss sich zum Angriff. Er meldete zwei Treffer bei zwei Schiffen, von denen eines gesunken sei. Tatsächlich hatte er aber lediglich die Fort Rampart getroffen, die er später – gemeinsam mit Kommandant Borchers von U 226 – versenkte.
- 17. April 1943 britischer Dampfer Fort Rampart mit 7.134 BRT beschädigt und versenkt[4]

### AmselundFink
Der größte Kampfverband aus U-Booten, der im Zweiten Weltkrieg im Atlantik zusammengezogen wurde, entstand durch die gemeinsame Operation der U-Bootgruppen Amsel und Fink. Anfang Mai 1943 gelang es den Alliierten, zwei Geleitzüge – SC 128 und HX 236 – um die Aufstellung der deutschen Boote herumzuleiten. Der dritte Konvoi, der sich zu diesem Zeitpunkt an die Überquerung des Atlantik machte, fuhr jedoch direkt in die kombinierte U-Bootgruppe hinein und wurde, unter anderem, von U 628 entdeckt. Der BdU und Oberbefehlshaber der Kriegsmarine, Karl Dönitz, forderte im Angriffsbefehl, den Feind zu „vernichten“. Die deutschen U-Boote versenkten in der Nacht zum 5. Mai zwölf alliierte Schiffe mit 55.800 BRT. Kommandant Hasenschar meldete,  bei dieser Geleitzugschlacht vier Schiffe versenkt zu haben – darunter ein Kriegsschiff. Er hatte sechs Torpedos abgefeuert und seine Erfolge aus den gehorchten Geräuschen erschlossen. Im Nachhinein wurde ihm lediglich ein Treffer bestätigt.
- 5. Mai 1943 britischer Dampfer Harbury mit 5081 BRT erst beschädigt, dann versenkt[4]

Es gelang einem Geleitschiff, die Besatzung des getroffenen Dampfers zu übernehmen, bevor ein Fangschuss von U 628 das verlassene Wrack versenkte.

### Versenkungen
Kommandant Hasenschar hatte in der Zeit seines Kommandos auf U 628 gemeldet, insgesamt acht Schiffe und zwei Kriegsschiffe versenkt zu haben – nur vier Erfolge konnten ihm bestätigt werden. Hasenschars hierfür zugrunde liegende Beobachtungen erfolgten im Verlauf großer und unübersichtlicher Geleitzugschlachten, die zudem Nachts, oder in den frühen Morgenstunden eines Wintertags stattfanden.

## Versenkung
Am 1. Juli 1943 verließ U 628 Brest zu seiner vierten und letzten Unternehmung. Vorgesehenes Einsatzgebiet des Bootes war wiederum der Nordatlantik. Zwei Tage später erfasste eine Liberator das U-Boot in der Biskaya zunächst mit Radar, sichtete kurze Zeit später das Kielwasser und dann das U-Boot selbst. Am Nachmittag des 3. Juli, kurz nach 14.00 Uhr, versenkte der britische Bomber U 628 mit zwei Wasserbombenangriffen. Kein Besatzungsmitglied überlebte den Untergang des U-Boots.